# Крильникові
Крильникові, птерисові (Pteridaceae) — родина судинних рослин класу папоротевидні. Етимологія: від грецького pteris — «папороть», що стосується форми листя багатьох видів.

## Морфологія
Можливо, через екологічну широту групи, у Pteridaceae відсутні чіткі, унікальні морфологічні риси, які об'єднують види. Одною з найкращих характеристик є те, що члени цієї родини ніколи не мають справжніх сорусів (вирости на нижній поверхні листя, які захищають спорангії), хоча вони часто змінені на краї листя, які служать тій же функції. Ці вигнуті краї листя іноді сильно відрізняється від решти тканини листя, і, таким чином, їх називають «помилкові соруси». Pteridaceae як правило, мають спорангії, які поширені вздовж жилок на нижній стороні листа.
Рослини багаторічні [однорічні], малі (рідко великі). Стебла від компактних до повзучих, розгалужені або нерозгалужені, маючи волосся і / або луски. Листя мономорфне чи диморфне. Спори в основному коричневі, жовтуваті або безбарвні. Базове число хромосом, x=30 (іноді x = 27, 28, 29).

## Поширення, біологія
Існує близько 50 родів і 1000 видів. Таксон субосмополітичний, але найчисельніший у тропіках і посушливих регіонах. Рослини зростають на скелях або є наземними, деякі епіфітні, рідше водні (Ceratopteris).

## Використання
Рід Pityrogramma містить тропічні види, які іноді вирощують у теплицях задля барвистої жовтої або білої фарини (борошнистий матеріал), яка знаходиться на нижній поверхні листя більшості видів. Рід Ceratopteris можуть використовувати як акваріумні й ставкові рослини і є популярним навчальним інструментом у генетиці.

## Галерея

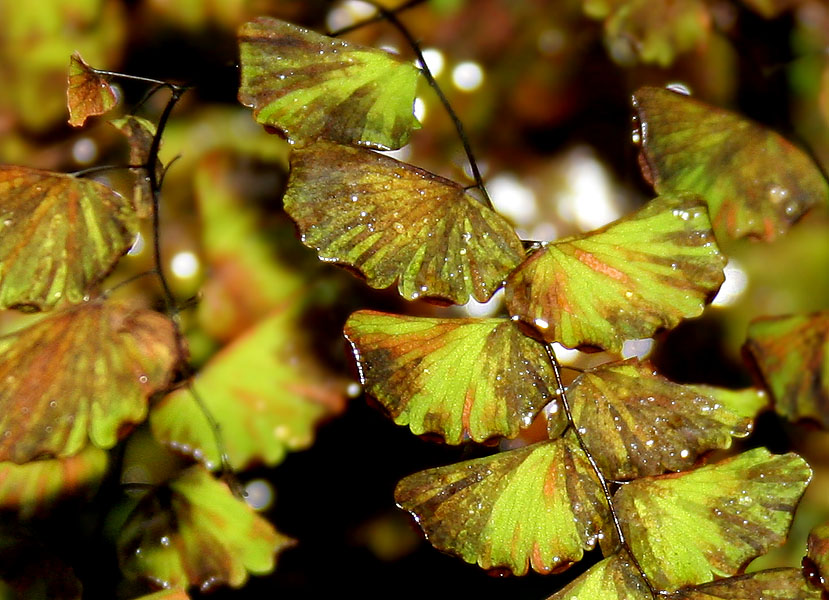
Adiantum lunulatum
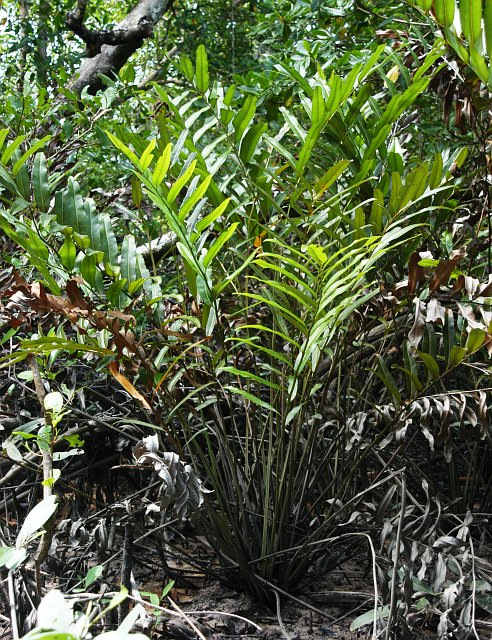
Acrostichum aureum
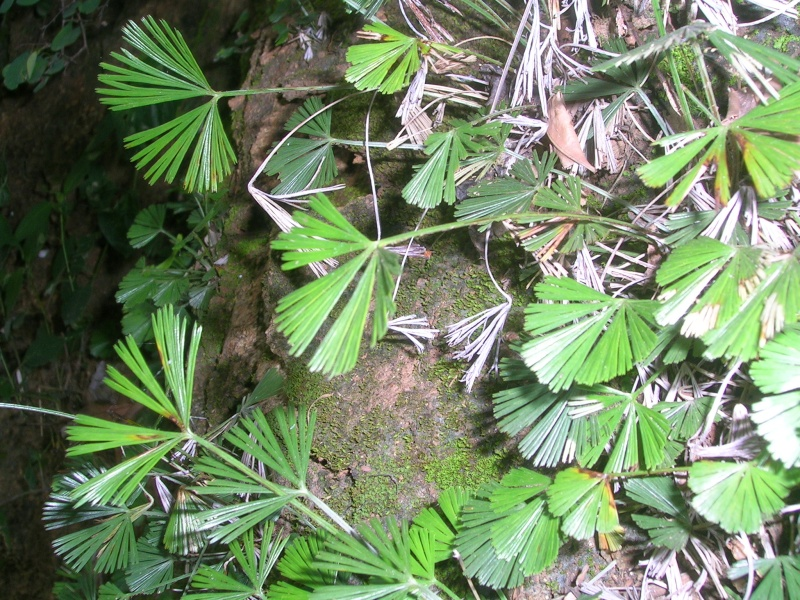
Actiniopteris radiata
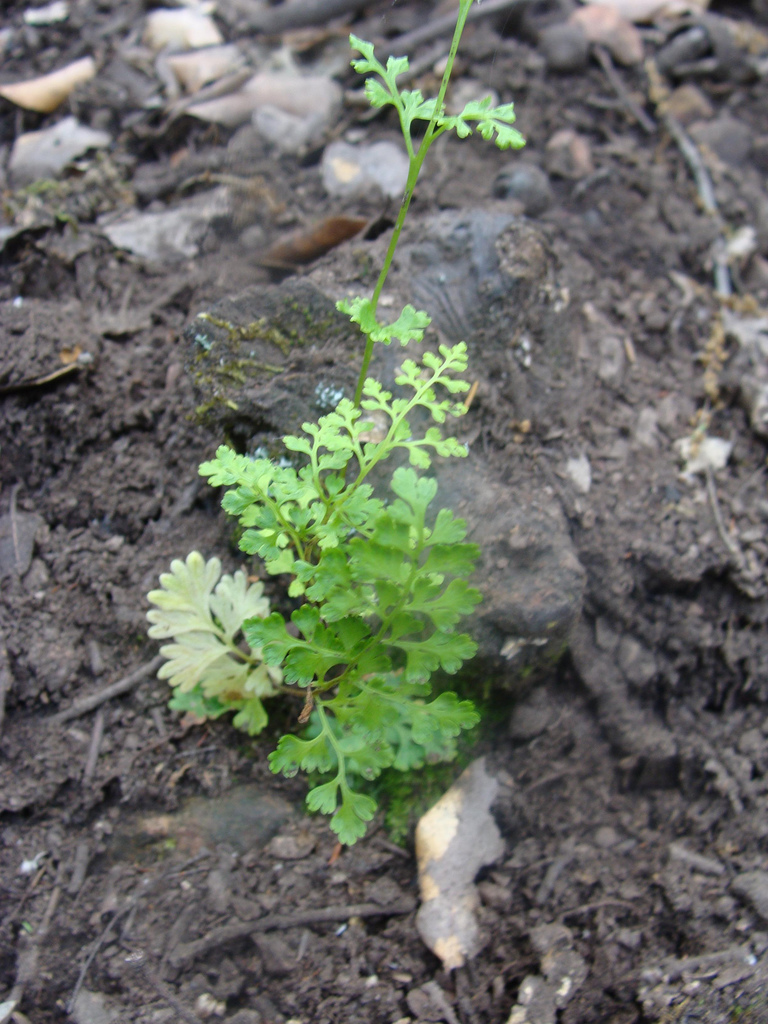
Anogramma leptophylla
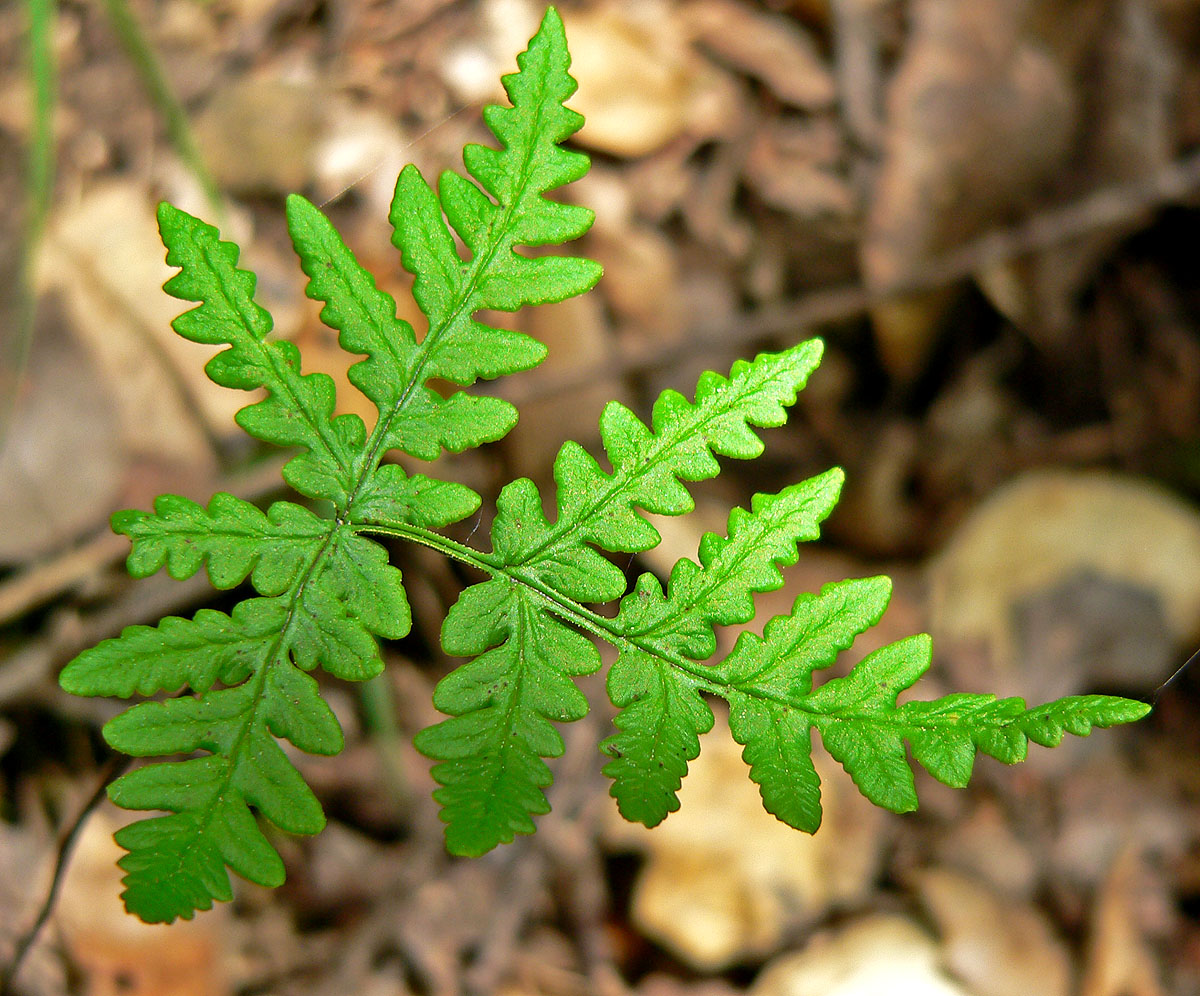
Pentagramma triangularis
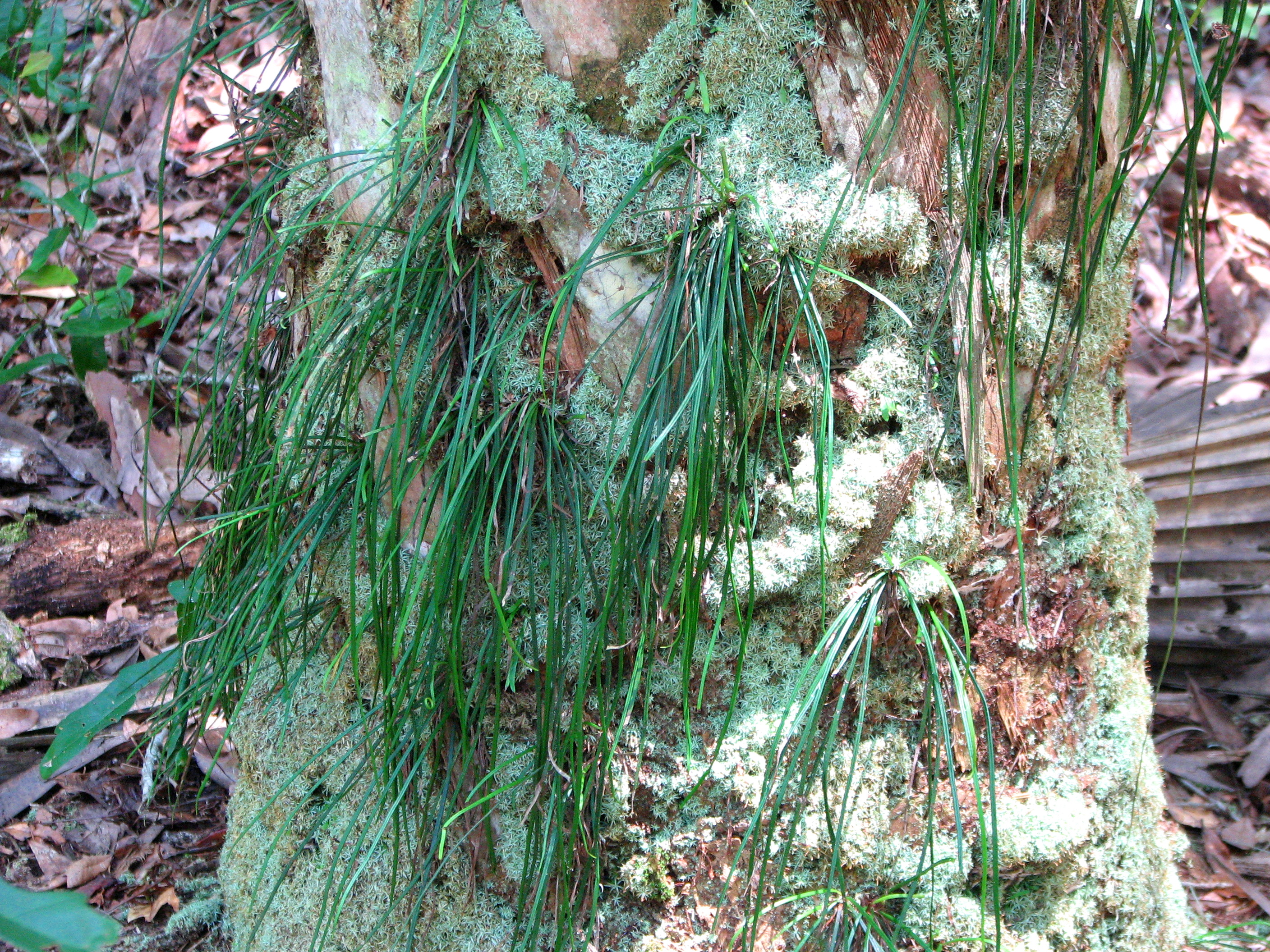
Vittaria lineata

| Папороті | Це незавершена стаття про папороті. Ви можете допомогти проєкту, виправивши або дописавши її. |